# Shelby McEwen
Shelby McEwen (Abbeville, 6 de abril de 1996) es un deportista estadounidense que compite en atletismo, especialista en la prueba de salto de altura.
Participó en dos Juegos Olímpicos de Verano, en los años 2020 y 2024, obteniendo una medalla de plata en París 2024, en el salto de altura. Ganó una medalla de plata en el Campeonato Mundial de Atletismo en Pista Cubierta de 2024, en la misma prueba.

## Palmarés internacional
| Juegos Olímpicos                     | Juegos Olímpicos      | Juegos Olímpicos | Juegos Olímpicos |
| Año                                  | Lugar                 | Medalla          | Prueba           |
| ------------------------------------ | --------------------- | ---------------- | ---------------- |
| 2024                                 | París (Francia)       | Medalla de plata | Salto de altura  |
| Campeonato Mundial en Pista Cubierta |                       |                  |                  |
| Año                                  | Lugar                 | Medalla          | Prueba           |
| 2024                                 | Glasgow (Reino Unido) | Medalla de plata | Salto de altura  |